# Finska državljanska vojna
Finska državljanska vojna je potekala od 27. januarja do 15. maja 1918 med finskim senatom in silami, ki jih je vodila Finska ljudska delegacija. Oborožene sile senata so bile znane kot bela garda, sile Ljudske delegacije pa kot rdeča garda. Bele je podprla vojska Nemškega cesarstva z zavzetjem južnih finskih mest, rdeče pa je podpirala Sovjetska Rusija, tako da jim je pošiljala orožje.
Državljanska vojna je bila del državnega in družbenega preobrata v Evropi, ki ga je sprožila prva svetovna vojna. Leta 1917 je vojna privedla do razpada Ruskega imperija in političnega boja za oblast, ki je prerasel v rusko državljansko vojno. Velika kneževina Finska, dotlej del Rusije, je po razpadu imperija 6. decembra 1917 razglasila neodvisnost. Vendar pa je zaostritev in izbruh notranjih napetosti v finski družbi povzročila politično in vojaško krizo leta 1917 z razpadom državne oblasti, nakar sta se v državi oblikovala dva centra moči, opremljena vsak s svojimi oboroženimi silami. Napetost so še stopnjevali razlogi ekonomske narave in občutek o slabem napredku iz časa carske vladavine, ki je ljudem jemal upanje na mirno rešitev. Kriza je konec januarja 1918 prerasla v državljansko vojno med rdečo in belo gardo. Rdeči so obvladovali jug Finske, beli pa osrednji in severni predel države. Vojaška moč obeh strani je bila okoli 80 000 vojakov.
Odločilne bitke vojne so potekale v marcu in aprilu. Najslavnejša, bitka za Tampere, se je začela 16. marca in končala 6. aprila z zmago belih sil, ki jim je poveljeval Carl Mannerheim. 3. aprila se je na južnem Finskem izkrcala baltskomorska divizija nemške vojske pod vodstvom generalmajorja Rüdigerja von der Goltza, ki so istega meseca zasedli Helsinke, Lahti in druga južna finska mesta. Konec aprila so beli zavzeli še Viipuri (Viborg).
Ofenziva rdečih, ki se je začela februarja, se je končala s skoraj popolnim neuspehom. Vključitev Nemčije je vojno skrajšala in med drugim prihranila Helsinkom uničujoče bitke. Državljanska vojna se je končala 15. maja 1918 z zmago uradne, torej bele, Finske. Potrjena je bila neodvisnost Finske, ki so jo že 4. januarja priznale Rusija, Francija, Švedska in Nemčija, takoj zatem pa še nekaj drugih držav. Na Finskem so še po koncu vojne ostale nemške čete, a se je po porazu Nemčije v prvi svetovni vojni končal tudi njen vpliv na Finskem. Tedaj je propadel tudi poskus zmagovalcev vojne, da bi ustanovili kraljevino, in ob podpori zahodnoevropskih sil je Finska postala demokratična republika.
Državljanska vojna je najkontroverznejše obdobje finske zgodovine, njeni učinki na Fince in finsko družbo pa so bili dolgotrajni. V času sovražnosti sta obe strani izvajali politični teror in usmrtitve brez sojenja. Skupno število žrtev vojne je okoli 38 000. Med in po vojni je več kot 12 000 privržencev rdeče garde umrlo v zaporniških taboriščih za podhranjenostjo ali boleznimi. Državljanska vojna je poglobila razdeljenost Fincev, ki so jo presegli le počasi z družbenimi kompromisi in zmerno politiko ter povojnim gospodarskim okrevanjem.